# Arthur Adamov
Arthur Adamov, de nombre real Arthur Adamián (Kislovodsk, Imperio ruso; 23 de agosto de 1908 – París, Francia; 15 de marzo de 1970) fue dramaturgo francés de origen armenio, uno de los exponentes más destacados del teatro del absurdo.

## Trayectoria
Adamov nació en Rusia, era hijo de una familia acomodada de empresarios petroleros del Cáucaso que perdieron su fortuna en 1917, y emigrada tras la revolución a Suiza y, luego, a Alemania. En común con muchos otros autores rusos de la época que tenían posibilidades, Adamov fue criado con el francés como primera lengua y estudió en Suiza y Alemania. 
En 1924, la familia Adamov, después de pasar por Alemania y vivir en Ginebra, se mudó a París, que será su ámbito de por vida. El joven Adamov descubre sus tendencias artísticas que encuentran acomodo en el mundo del teatro independiente parisino. Con su amigo Serge Victor Aranovitch, forma un grupo teatral, frecuenta el círculo surrealista y publica el periódico de esta orientación: Discontinuité, que solo produjo un número.
Pasa la mayoría de los años 30 viajando por el mundo y en 1940, tras el inicio de la guerra, se refugia en Marsella. Sigue siendo "apátrida" y su oposición al régimen de Vichy le lleva a ser detenido y encerrado en el campo de concentración de Argelés Sur Mer.
Liberado, vuelve a París, dónde en 1946 conoce a la que sería su mujer, su cómplice y su confidente, Josephine. Ese mismo año publica L'Aveu (La Confesión), obra autobiográfica que expone su recorrido, desde la infancia hasta la edad adulta, marcado por sus pasiones, sus influencias, su soledad, sus obsesiones y sus humillaciones.
Sus obras de Teatro del Absurdo, con La Parodia, El hombre y el niño, La confesión, La invasión, La gran y la pequeña maniobra, Todos contra todos y El profesor Taranne le producen el éxito tan esperado, pero en el apogeo de carrera, se revela fatigado de “un teatro ambiguo, [...] de un teatro en un país deshabitado, [...] de un teatro donde los acontecimientos. y los mensajes van a todas partes y a ninguna parte” y abandona el teatro absurdista para dedicarse al teatro social (Ping-Pong, Paolo Paoli, Primavera 71...). 
Admirador de Kafka y Strindberg, fue además un gran amigo y defensor de Artaud. Tuvo trato continuado con la destacada crítica francesa Marthe Robert y su marido, el escritor y futuro psicoanalista Michel M'Uzan.
En 1946, Adamov, junto con Marthe Robert lograron sacar a Antonin Artaud del manicomio de Rodez, y buscarle un modo de mantenimiento, tras apelar con éxito a un gran número de escritores filósofos y artistas, de Giacometti y Picasso a Sartre.
El personaje titular de una de sus obras más conocidas, Le Professeur Taranne (1953), era acusado de varias infracciones (exhibicionismo, arrojar basura en la calle, plagio literario) que él negaba categóricamente, sólo para que sus negativas se convirtiesen en más pruebas de que rompe con las normas. Esta obra, en particular, está marcada por la influencia directa de un sueño que tuvo Adamov.
Sus Memorias son un documento impresionante de la sinceridad descarnada de este escritor, que se sentía más bien en los márgenes. Adamov, que siempre había sentido una profunda desazón, se suicidó en 1970 en París.
Su obra, hoy injustamente olvidada, fue ampliamente traducida al castellano, sobre todo en colecciones sobre teatro.

## Obras de teatro
- L'aveu, 1938, dramática confesión de su intranquilidad psíquica, que será prolongada en sus Memorias.
- La Parodie (1947). La parodia.
- L'Invasion (1950). La invasión.
- La Grande et la Petite Manoeuvre (1950). La grande y la pequeña maniobra.
- Le Sens de la Marche (1953).
- Tous contre tous (1953). Todos contra todos.
- Le Professeur Taranne (1953). El profesor Taranne.
- Le Ping-Pong (1955). Ping Pong.
- Paolo Paoli (1957)
- Le Printemps '71 (1961). Primavera del 71, Losada, 1965; sobre la comuna de París.
- Le Politique des Restes (1963). La política de los residuos, Cuadernos para el diálogo.
- Ici et Maintenant (1964).
- Sainte Europe (1966). Santa Europa, Cuadernos para el diálogo.
- M. le Modéré (1968). Don moderado, Cuadernos para el diálogo, 1970
- Off Limits (1969). Off limits, Cuadernos para el diálogo, 1970.
- Si l'été revenait
- Almas muertas, Cuadernos para el diálogo, 1976; adaptación de Gogol